# Bistum Bayeux
Das in Frankreich gelegene Bistum Bayeux (lat.: Dioecesis Baiocensis) der römisch-katholischen Kirche mit Sitz in Bayeux wurde bereits im 2. Jahrhundert begründet. Es ist dem Erzbistum Rouen als Suffraganbistum unterstellt. Sein Gebiet entspricht dem Département Calvados.
Mit dem Konkordat von 1801 zwischen Napoleon für die Erste Französische Republik und Papst Pius VII.  wurde das ehemalige Bistum Lisieux aufgehoben und Teile davon mit dem Bistum Bayeux vereinigt. Seit 1854 gestattet ein päpstliches Schreiben dem Bischof von Bayeux, sich „Bischof von Bayeux und Lisieux“ zu nennen.

## Weblinks

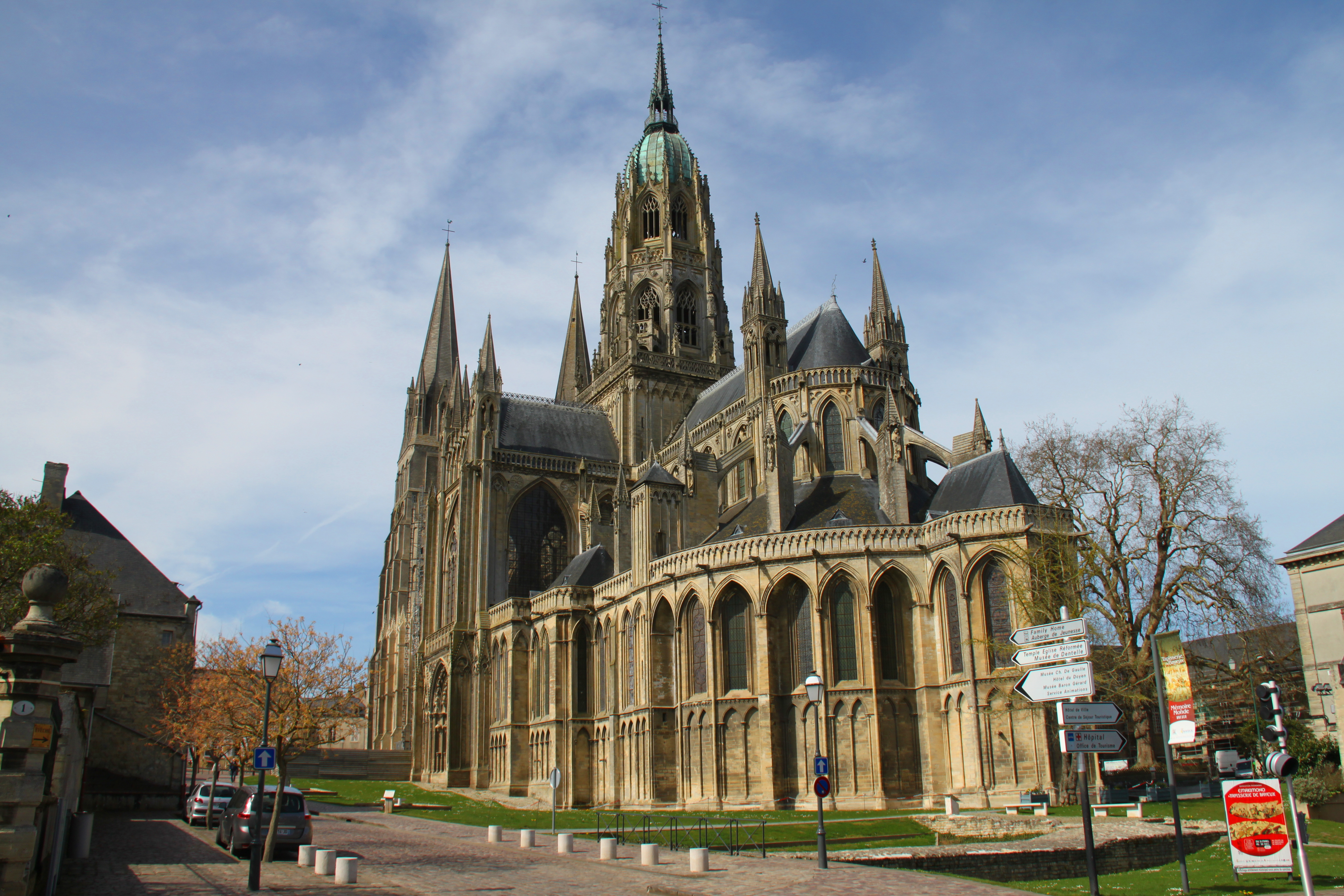
Kathedrale Notre-Dame, Bayeux
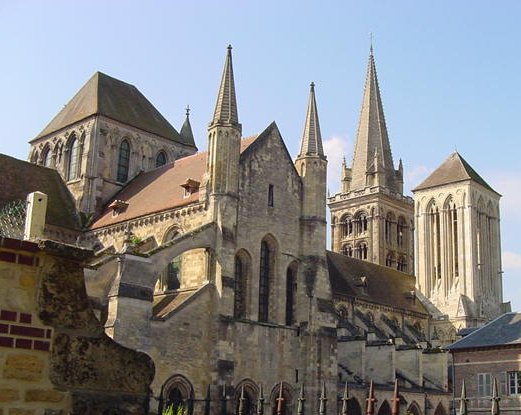
ehem. Kathedrale Saint-Pierre, Lisieux